# 群馬県道・長野県道44号下仁田浅科線
群馬県道・長野県道44号下仁田浅科線（ぐんまけんどう・ながのけんどう44ごう しもにたあさしなせん）は、群馬県甘楽郡下仁田町から長野県佐久市を結ぶ県道（主要地方道）である。

## 概要
群馬県と長野県より、起点を群馬県甘楽郡下仁田町、終点を長野県北佐久郡浅科村、重要な経過地を佐久市とする、1976年（昭和56年）に認定を受けた県道の路線である。群馬県甘楽郡下仁田町大字南野牧の国道254号から西へ、群馬・長野県境の佐久高原を越えて長野県佐久市の中心市街地を経由して、同市内の西に位置する蓬田地区で国道142号に至る群馬県・長野県の県道路線である。起点は野牧寺付近の国道254号の旧道と新道（西上州やまびこ街道）の分岐点にあり、起点の下仁田町大字南牧野字岩鼻甲から同字川久保までの約2キロメートル区間は国道254号との重複区間で、川久保地区から西へ単独路線区間となる。さらに群馬・長野県境付近の群馬県側にも国道254号旧道と700メートルあまりの重複区間がある。県境は熊倉峰（標高1234 m）北側に位置する佐久高原に広がる神津牧場や内山牧場を通過する。佐久市街地では相生町から長野県道154号塩名田佐久線の分岐まで、東西に中山道の道筋をたどる。

### 路線データ
- 起点 : 群馬県甘楽郡下仁田町大字南野牧字岩鼻甲7049番地先（国道254号の旧道と新道の交点）[2]
- 終点 : 長野県佐久市布施（国道142号）

## 歴史
- 1959年（昭和34年）8月1日：南野牧浅間線の認定。[要出典]
- 1970年（昭和45年）7月30日：八幡佐久線の認定。[要出典]
- 1976年（昭和51年）4月1日：建設省が南野牧浅間線、八幡佐久線を主要地方道下仁田浅科線へ指定[3]。
- 1976年（昭和51年）10月12日：群馬県より、県道下仁田浅科線（甘楽郡下仁田町 - 〈長野県北佐久郡浅科村〉、整理番号44）として路線認定される[4]。
- 1983年（昭和58年）3月29日：群馬県甘楽郡下仁田町大字南野牧地内の神津牧場を経由する道路区域が指定され、供用開始となる[5]。
- 1993年（平成5年）5月11日：建設省から、県道下仁田浅科線が下仁田浅科線として主要地方道に再指定される[6]。

## 路線状況

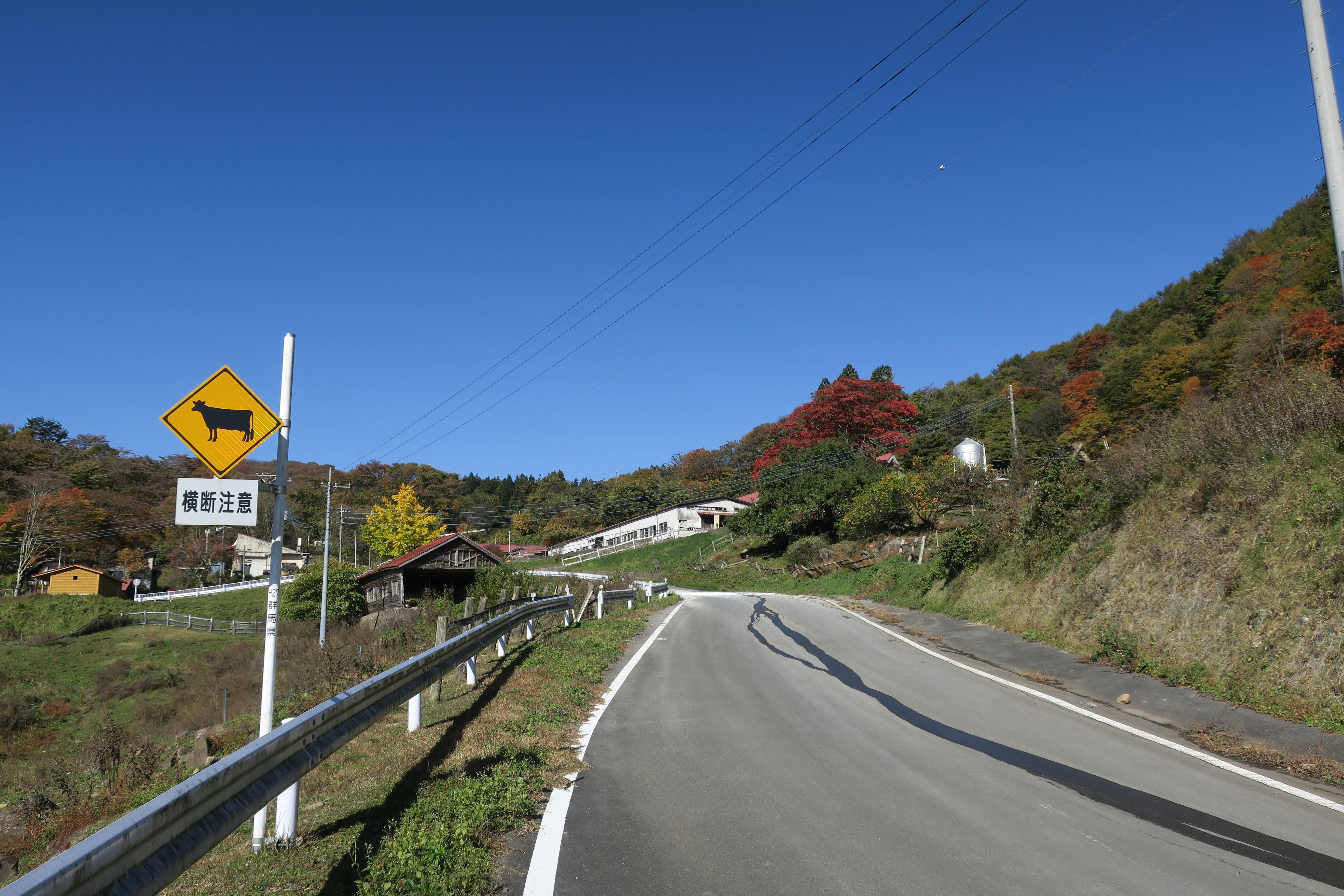
神津牧場にて

### 重複区間
- 国道254号（群馬県下仁田町大字南野牧 地内）
- 長野県道138号香坂中込線（長野県佐久市新子田 - 長野県佐久市岩村田）
- 長野県道142号八幡小諸線（長野県佐久市桑山 地内）

### 交通量
平日24時間交通量（台）
- 佐久市新子田 : 3580
- 佐久市岩村田 : 17165
- 佐久市甲下原 : 13509

## 地理

### 通過する自治体
- 群馬県
  - 甘楽郡下仁田町
- 長野県
  - 佐久市
  - 小諸市
  - 佐久市

### 交差する道路
群馬県
- 国道254号（下仁田町大字南野牧、起点）
- 国道254号（下仁田町大字南野牧）
- 国道254号（下仁田町大字南野牧）

長野県
- 妙義荒船林道（佐久市内山）

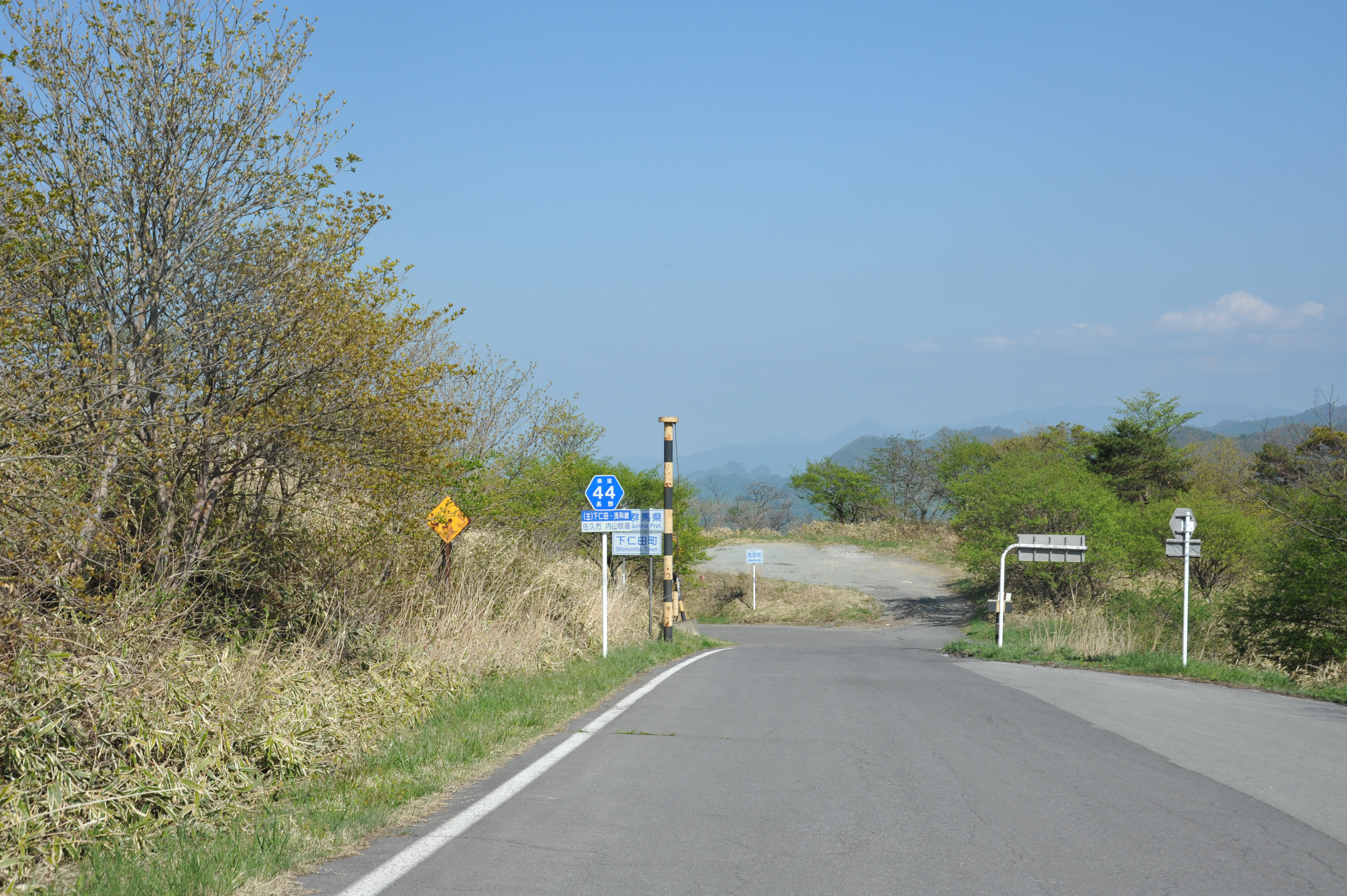
長野県と群馬県境

- 長野県道138号香坂中込線（佐久市新子田）
- 長野県道9号佐久軽井沢線・長野県道138号香坂中込線（佐久市岩村田・相生町交差点）
- 長野県道154号塩名田佐久線（佐久市岩村田）
- 国道141号（佐久市岩村田（浅間中学西交差点）
- 長野県道139号小諸中込線（佐久市塚原・常田交差点）
- 長野県道78号佐久小諸線（小諸市耳取・耳取南交差点）
- 長野県道142号八幡小諸線（佐久市桑山）
- 長野県道142号八幡小諸線（佐久市桑山）
- 長野県道438号御牧原蓬田線（佐久市蓬田・町浦橋交差点）
- 国道142号（佐久市布施・百沢東交差点）